# Ribu Film
Ribu Film ist eine Produktions- und Vertriebsgesellschaft für Pornofilme und wurde 1975 von Werner Ritterbusch (†) gegründet. Der Firmenname leitet sich aus dem Nachnamen des Gründers (Ritterbusch) ab. Seit der Gründung bekleidete Ritterbusch die Funktion des Produzenten. Sitz des Unternehmens ist Hamburg. 
Ribu war die erste deutsche Filmproduktion, die nach Freigabe der Pornografie Hardcorefilme auf den internationalen Erotikmarkt brachte. Heute werden die Filme häufig unter dem Begriff „Klassiker“ geführt.
Die Filme bedienen Liebhaber folgender Genres: Subjektive Kamera, Casting, Spanner, Lifestyle und Klassiker-Filme. 

## Bekannte Produktionen
- Diamond Baby
- Ekstasen, Mädchen und Millionen
- Exzesse in der Frauenklinik
- Exzesse in der Schönheitsfarm
- Der Frauenarzt vom Place Pigalle
- French Satisfaction
- Fünf Girls heiß wie Lava
- Grafenberg Spot
- Internatsgeheimnisse junger Mädchen
- Jailhouse Sex
- Das Lustschloss der jungen Marquise
- Martine Venus der Wollust
- Die Nacht davor
- Die Nackten und die Reichen
- Paris Telefon 666
- Scheherazade - 1001 Sex Nights
- Sweet Sexy Slips (Heiße Höschen)
- Sweet Young Girls
- Teuflische Weiber
- Wild Playgirls
- Lovely Young Tracy II

## Bekannte Darsteller
Zu den bekanntesten Darstellern gehörten bis heute:
Sophie Duflot, Jane Baker, Mika Barthel, Britt Corvin, Desiree Cousteau, Olinka Hardiman, Annette Haven, Karin Hofmann, Uschi Karnat, Gina Janssen, Marilyn Jess, Brigitte Lahaie, France Lomay, Traci Lords, Ginger Lynn, Barbara Moose, Kay Parker, Julia Perrin, Moana Pozzi, Vanessa del Rio, Ilona Staller, Sigrun Theil;
Jean-Pierre Armand, Peter Bond, Tom Byron, Alban Ceray, Jamie Gillis, John Holmes, Ron Jeremy, Andre Kay, Peter Kwapinski, Richard Lemieuvre, Peter North, Gabriel Pontello, Harry Reems, Guy Royer, Herschel Savage, Joey Silvera, Piotr Stanislas;